# Езотерично християнство
Езотеричното християнство (от старогръцки език ἐσωτερικός — вътрешен) се отнася към мистичния живот и приложение на т.нар. вътрешно учение на Христос. Свързва се с различни духовни традиции, проявени през вековете (есеи, гностични учения, розенкройцери) и в настоящето — антропософската доктрина, създадена от Рудолф Щайнер и учението на Всемирното бяло братство, изявено от Петър Дънов. По същество е окултно учение, което твърди че има „скрито“, „истинско“ разбиране на християнството, достъпно само за определен кръг подготвени хора, които са в състояние да разберат това недостъпно за съзнанието на повечето хора познание.